# Дукля (город)
Дукля (пол. Dukla) — город в Польше, входит в Подкарпатское воеводство, Кросненский повят. Имеет статус городско-сельской гмины. Занимает площадь 5,48 км². Население составляет 2129 человек (на 2015 год). По имени города Дукля назван Дукельский перевал.

## История
Основан в XIV веке. Городские права получил в 1380 году.

## Достопримечательности

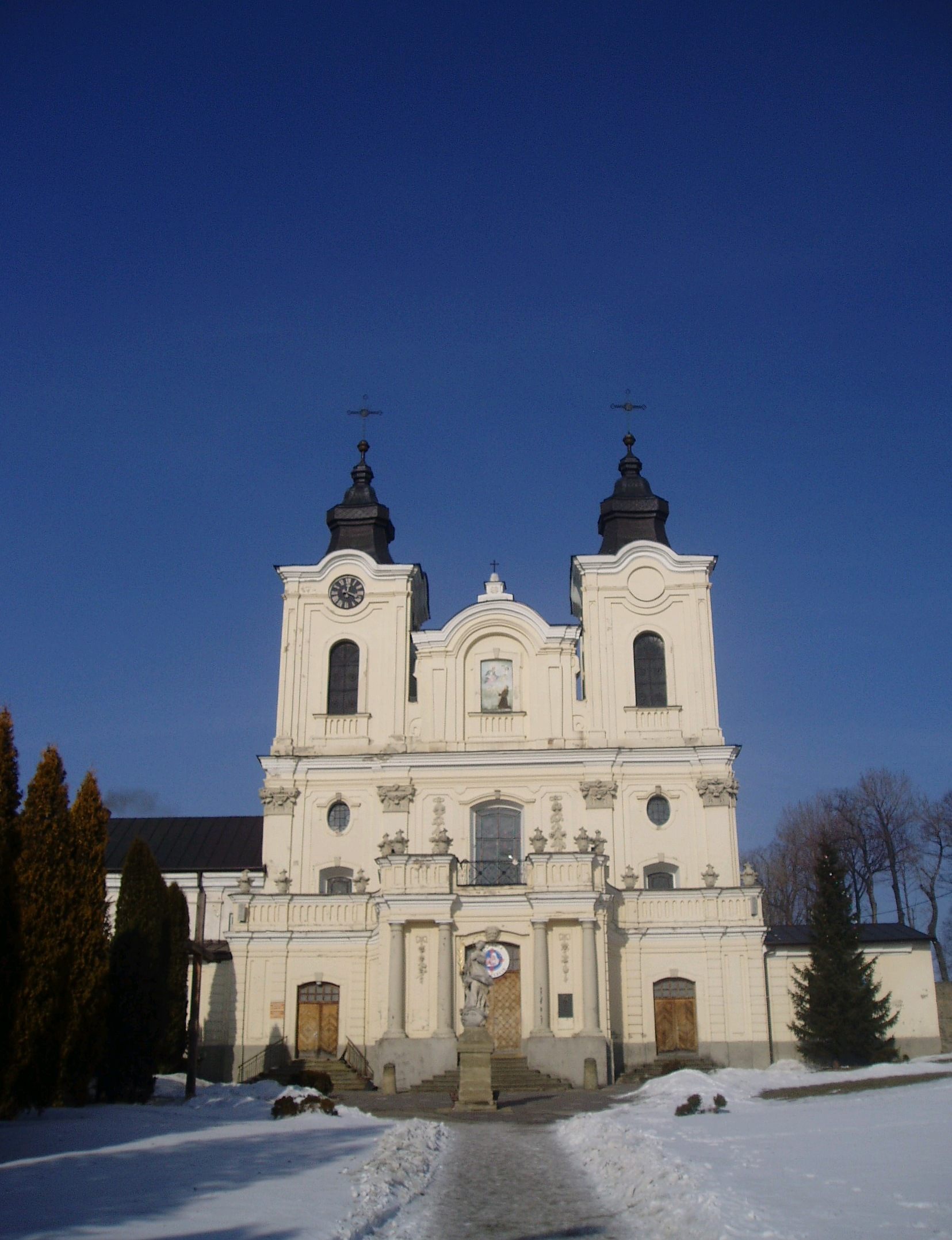
Костёл святого Яна из Дукли

- Костёл святого Яна из Дукли[пол.]
- Исторический музей (расположен в дворцово-парковом комплексе XVIII века)

## Известные личности
В 1414 г. в Дукле родился польский святой Римско-католической церкви — Ян из Дукли.

## В искусстве
В Дукле происходит действие одноимённой повести польского писателя Анджея Стасюка.